# Sky (gruppo musicale statunitense)
Gli Sky erano un gruppo musicale country rock statunitense.
Il gruppo, attivo nell'area di Detroit, pubblicò due soli album, entrambi nel 1970, Don't Hold Back e Sailor's Delight. Entrambi i dischi furono prodotti nel Regno Unito da Jimmy Miller, che era anche il produttore dei Rolling Stones.
Lo stile musicale, nel filone dei Grateful Dead dell'epoca, era di tipo country con contaminazioni hard rock.
Il gruppo è noto principalmente per via del suo cantante Doug Fieger, che in seguito si sarebbe trasferito a Los Angeles per dar vita al gruppo The Knack.

## Formazione
- John Coury (chitarre, tastiere)
- Doug Fieger (basso, voce)
- Bob Greenfield (batteria)
- Rob Stawinski (batteria)

## Discografia
- 1970 - Don't Hold Back
- 1970 - Sailor's Delight